# پائولو لورنزی
 پائولو لورنزی (ایتالیایی: Paolo Lorenzi؛ زاده ۱۵ دسامبر ۱۹۸۱) یک تنیس‌باز اهل ایتالیا است.